# Piotr Frączak
Piotr Frączak (ur. 1 września 1960 w Szczecinie) – polski społecznik, działacz i współtwórca organizacji pozarządowych.
Jest absolwentem pedagogiki na Uniwersytecie Warszawskim, pracował m.in. w Instytucie Studiów Politycznych PAN (1990-1992), obecnie pracownik Fundacji Rozwoju Społeczeństwa Obywatelskiego.
W l. 1984-1986 członek redakcji podziemnego pisma o charakterze lewicowym „Front Robotniczy”, publikował pod pseudonimem „Połtawski”. Był członkiem „Porozumienia Opozycji Robotniczej”.
Na początku lat 90. został jednym z animatorów ruchu organizacji pozarządowych w Polsce. Prowadzi redakcje pism Asocjacje, Dziękuję i Fedralist/k/a. Współtworzył m.in. Stowarzyszenie Wspierania Inicjatyw Społecznych „ASOCJACJE”, Stowarzyszenie na rzecz Forum Inicjatyw Pozarządowych, Stowarzyszenie Dialog Społeczny, Stowarzyszenie Liderów Lokalnych Grup Obywatelskich.
Od 2003 do 2008 wiceprezes, zaś od 2008 do 2015 Ogólnopolskiej Federacji Organizacji Pozarządowych, członek ciał dialogu obywatelskiego: m.in. Komitet Koordynacyjny Narodowych Strategicznych Ram Odniesienia, Krajowego Forum Terytorialnego. Członek Kapituły Nagrody Obywatelskiej Prezydenta RP. Rady Konkursu na Najlepsze Przedsiębiorstwo Społecznego Roku. Wykładowca w Collegium Civitas w Warszawie. Od 2024 roku członek Społecznej Rady ds. Funduszu Sprawiedliwości przy Ministrze Sprawiedliwości.
Odznaczony Krzyżem Oficerskim (2011) Orderu Odrodzenia Polski.

## Wybrane publikacje
- W poszukiwaniu tradycji. Dwa dwudziestolecia pozarządowych inspiracji, Spółdzielnia Kooperatywa, Warszawa 2013
- Trzeci sektor w III Rzeczypospolitej Fundusz Współpracy, Warszawa 2002
- „Wizja społeczeństwa obywatelskiego w teorii walki bez użycia przemocy (non-violence)” w: „Między lobbingiem a akcją bezpośrednią: (metody działania obywateli)” [red. Piotr Frączak]. Warszawa: Stowarzyszenie „Asocjacje” ; Kraków: „Zielone Brygady”, 1997[8]